# Sardopoiretia emanueli
Sardopoiretia emanueli is een slakkensoort uit de familie van de Oleacinidae. De wetenschappelijke naam van de soort is voor het eerst geldig gepubliceerd in 2010 door Bodon, Nardi, Braccia & Cianfanelli.